# Совет революционного командования Ирака

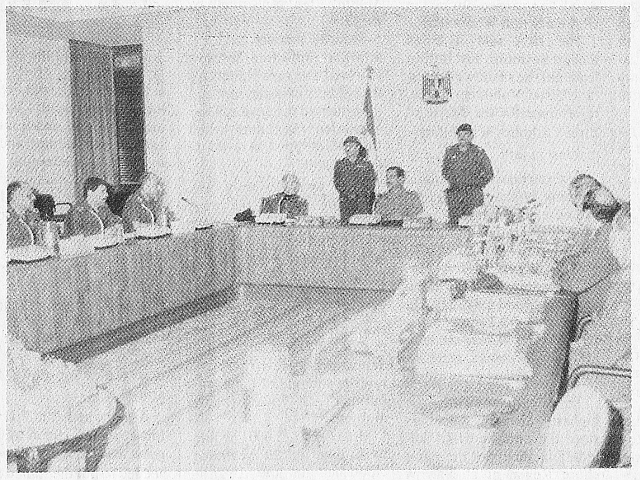
Общее собрание Совета Революционного командования Ирака и Арабской Социалистической Партии в Багдаде, 1988

Совет революционного командования (СРК) (араб.  مجلس قيادة الثورة‎) — высший орган власти баасистского Ирака все время его существования.
В соответствии с Временной Конституцией Ирака СРК насчитывает не более 12 членов, избираемых путём самокооптации из числа членов Регионального руководства Партии арабского социалистического возрождения. По конституции 1968 года является высшим органом власти в стране. Так, ст. 41 гласит, что Совет революционного командования — это революционный аппарат, который руководил народными массами и вооруженными силами утром 17 июля 1968 года, то есть возглавил революцию.
По конституции СРК избирает президента, издает законы и другие акты, назначает и снимает министров, решает вопросы деятельности Министерства обороны, общественной безопасности, вопросы их полномочий и структурной организации, объявляет частичную или полную мобилизацию в стране, объявляет войну и заключает мир, избирает премьер-министра, ратифицирует международные договоры и соглашения.
Председателем СРК с момента его создания до 16 июля 1979 был Ахмед Хасан аль-Бакр, с 16 июля 1979 — Саддам Хусейн.

## Персональный состав Совета
В состав СРК на момент его свержения оккупационными войсками входили, в частности:
- Саддам Хусейн (صدام حسين) — председатель СРК, Генеральный секретарь партии Баас, президент Ирака. Захвачен армией антитеррористической коалиции 13 декабря 2003 года, повешен 30 декабря 2006.
- Иззат Ибрагим ад-Дури (عزت ابراهيم الدوري) — заместитель секретаря Регионального руководства партии Баас, заместитель председателя СРК — вице-президент Ирака. Умер 26 октября 2020 года от лейкемии.
- Таха Ясин Рамадан (طه ياسين رمضان الجزراوي) — вице-президент Ирака. Арестован 18 августа 2003, приговорен к пожизненному заключению, затем (апелляционной инстанцией) — к смертной казни, повешен 20 марта 2007 года.
- Таха Мохи эд-Дин Мааруф (طه محي الدين معروف) — вице-президент Ирака, представитель курдского меньшинства, арестован 2 мая 2003, освобожден в феврале 2004 года по решению спецтрибунала, не нашедшего в его действиях состава преступления. Умер 8 августа 2009 года в Аммане (Иордания).
- Тарик Михаил Азиз (طارق عزيز) — член СРК с сентября 1977, вице-премьер Ирака, сдался американскому командованию 24 апреля 2003. Умер 5 июня 2015 года находясь в заключении в иракской тюрьме.
- Али Хасан аль-Маджид (علي حسن المجيد) — член СРК с 1988, во время войны 2003 года — командующий Южным округом. Захвачен войсками коалиции 21 августа 2003. Повешен 25 января 2010.
- Саадун Хаммади (سعدون حمادي) — спикер Национального совета Ирака с 1995 (переизбран в 2000), шиит, арестован 29 мая 2003, освобожден в марте 2004, эмигрировал в Иорданию, где получил вид на жительство в октябре 2004. Умер 16 марта 2007 в больнице в Германии от лейкемии.
- Мизбан Хидир Хади (مزبان خضر هادي) — во время войны 2003 года — командующий округом Средний Евфрат. Арестован 9 июля 2003.